# Rey Weilie de Zhou
El Rey Weilie de Zhou (en chino, 周威烈王; pinyin, Zhōu Wēiliè Wáng), o Rey Weilieh de Chou, fue el trigésimo segundo rey de la Dinastía Zhou de China, y el vigésimo de la Dinastía Zhou Oriental. Su nombre personal era Wǔ, y su apellido era Ji.
Su reinado comenzó en el 425 a. C., después de morir su padre, el Rey Kao.
Estableció oficialmente a las tres provincias separatistas de Jin, (Han, Wei, y Zhao), como estados feudales, para que actuasen como amortiguadores entre su dominio real y Qin,que nominalmente era uno de sus vasallos.
Fue sucedido por su hijo, el Rey An.